# A hill tune
A hill tune is een compositie van Arnold Bax.
Bax schreef een miniatuur voor piano solo aan de hand van een melodielijn uit een strijkkwintet uit 1908. Het stuk is geschreven in het lome andante schreven in de toonsoort Bes majeur. Het werk zit vol met polyritmiek, kwintolen tegenover bijvoorbeeld achtstenoten. Ook triolen en sextolen komen regelmatig voor.
In tegenstelling tot de meeste pianowerken van Bax, gaf niet Harriet Cohen de première maar vermoedelijk pianist Evlyn Howard-Jones (15 februari 1922). Hij speelde het werk ook tijdens een volledig aan Engeland gewijd concert in Maison de Bruyn in Arnhem ter gelegenheid van het Genootschap Nederland-Engeland in maart 1928.
De volgende opnamen zijn in 2017 te koop:
- Uitgave The Matthay School: Harriet Cohen (historische opname)
- Uitgave Lyrita: Iris Loveridge (1985-1963)
- Uitgave Naxos: Ashley Wass in 2003
- Uitgave Chandos: Eric Parkin in 1985